# Ove Guldberg
Ove Guldberg (* 2. Dezember 1918 in Nysted, Region Sjælland; † 28. Februar 2008) war ein dänischer Ingenieur und Politiker der liberalen Venstre sowie zeitweise Minister für öffentliche Arbeiten und Außenminister.

## Leben

### Ingenieur und Verbandsfunktionär
Nach dem Besuch der Katedralskole in Roskilde begann er 1937 ein Studium der Ingenieurwissenschaften, das er 1942 abschloss. Im Anschluss war er zunächst Ingenieur bei der Vejle Kommune, ehe er 1943 Mitarbeiter im Unternehmen K. Hindhede wurde. Danach wurde er 1944 Mitarbeiter im Amt des Stadtingenieurs von Kopenhagen und war danach von 1946 bis 1947 im Forschungslaboratorium des Fischereiministeriums tätig. Bereits in dieser Zeit begann sein Engagement für Det Konservative Folkeparti, für die er bei den Wahlen vom 28. Oktober 1947 im Wahlkreis Ribe erfolglos für ein Abgeordnetenmandat im Folketing kandidierte.
Als Mitglied des Hauptvorstandes der Ingenieurvereinigung Dänemarks (Dansk Ingeniørforening) zwischen 1946 und 1948 sowie als deren Sekretär von 1948 bis 1952 und Direktor in den Jahren 1952 bis 1965 setzt er sich auch für die Förderung der Ingenieursausbildung sowie die Übernahme von Ingenieuren in den Staatsdienst ein. Daneben absolvierte er ein Studium der Rechtswissenschaften an der Universität Kopenhagen, das er 1949 beendete. Des Weiteren wurde er 1956 auch Sekretär des Verbandes beratender Ingenieure (Foreningen af rådgivende Ingeniører) und war anschließend von 1965 bis 1968 deren Direktor. Daneben beteiligte er sich zwischen 1957 und 1968 als Direktor maßgeblich an Planung und Umsetzung des Baus des Hauses der Ingenieursvereinigung (A/S Dansk Ingeniørforenings Hus). Zugleich engagierte er sich in der internationalen Zusammenarbeit von Ingenieuren und war zeitweise auch Sekretär der Vertreterkonferenz der Ingenieurvereinigungen von Westeuropa und den USA.
Guldberg war daneben von 1962 bis 1965 Präsident des Verbandes für Zivilverteidigung sowie Mitglied des Rates für Zivilverteidigung und war außerdem zwischen 1962 und 1968 Mitglied des Vorstandes des Bergbau- und Handelsunternehmens Kryolith Mine og Handels Selskabet A/S, die vor allem Kryolith in Grönland abbaute.

### Abgeordneter und Minister
Bei den Wahlen vom 22. September 1964 wurde Guldberg, nunmehr als Kandidat der liberalen Venstre, erstmals als Abgeordneter in das Folketing gewählt und vertrat in diesem bis zu den Wahlen vom 15. Februar 1977 den Wahlkreis Odsherred.
Am 2. Februar 1968 wurde er von Ministerpräsident Hilmar Baunsgaard zum Minister für öffentliche Arbeiten (Minister for offentlige Arbejder) in dessen Kabinett berufen und bekleidete diese Funktion bis zum Ende von Baunsgaards Amtszeit am 11. Oktober 1971. In dieser Position war er auch für Verkehr zuständig und erarbeitete durch die Straßenbehörde (Vejstyrelsne) im Rahmen der kommunalen Neugliederungen ein System von Staats-, Amts- und Kommunalstraßen sowie eine Reduzierung der staatlichen Investitionen an kommunalen Infrastrukturkosten durch Kommunalanleihen und Subventionen. In seine Amtszeit fielen auch die Planungen zum Bau der Farøbroerne, eine Brücke für die Autobahn zwischen Dänemark und Falster zur Entlastung der Storstrømmen. Gleichzeitig kam es zu Ausbaumaßnahmen am Flughafen Kopenhagen-Kastrup sowie Neubauplanungen für den Flughafen Kopenhagen-Roskilde.
Von Ministerpräsident Poul Hartling wurde Guldberg am 19. Dezember 1973 zum Außenminister (Udenrigsminister) in dessen Kabinett berufen, dem er bis zum 13. Februar 1975 in dieser Funktion angehörte.  In dieser Aufgabe setzte er sich für die Mitarbeit in den Europäischen Gemeinschaften ein, denen Dänemark am 1. Januar 1973 beigetreten war, und war zwischen 1973 und 1977 auch Mitglied des Europäischen Parlaments.
Nach seinem Ausscheiden aus der Regierung wurde Guldberg 1975 Mitglied des Vorstands der skandinavischen Fluggesellschaft SAS Scandinavian Airlines. 1977 musste er aus Folketing und Europaparlament ausscheiden, nachdem durch die sogenannte Frikortsagen bekannt wurde, dass er Gratisflüge als Vorstandsmitglied SAS für seine politische Tätigkeit nutzte.
1987 ließ er sich in Irland sowie in Spanien nieder und führte mehrfach Klagen gegen Dänemark, in denen er unter anderem ein Wahlrecht von im Ausland lebenden Dänen verlangte. 2003 kehrte er nach Dänemark zurück und wurde nach seinem Tod auf dem Østre-Friedhof in Roskilde beigesetzt.

## Veröffentlichungen
- Det uregerlige Danmark, Memoiren, 1979